# Deutsche Tourenwagen Masters

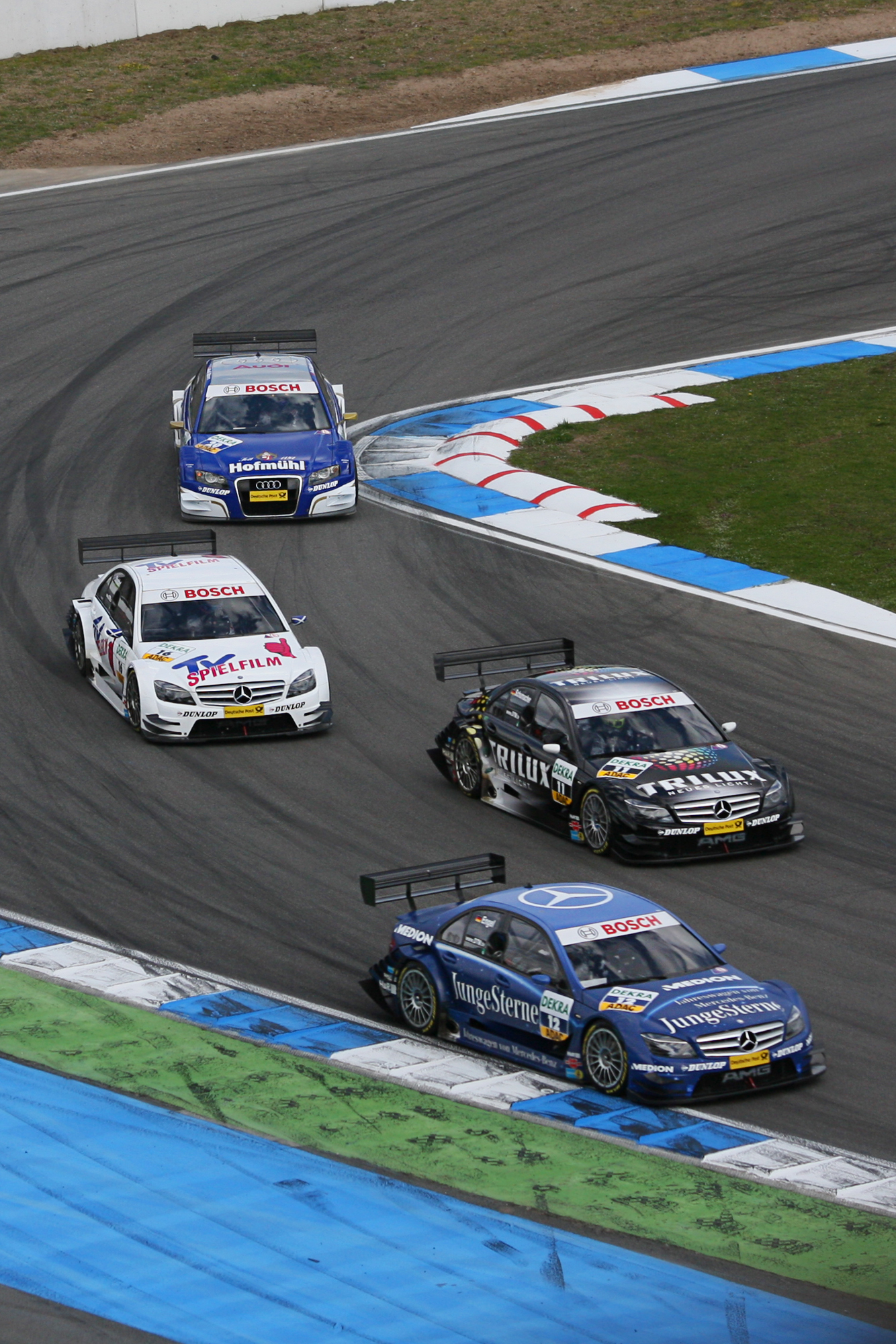
Hockenheimring, aprile 2008.

Il Deutsche Tourenwagen Masters o DTM (Campionato Tedesco Turismo) è una serie automobilistica per vetture turismo organizzata in Germania ma con gare disputate in tutta Europa. Attualmente organizzato dalla ITR, dal 1984 al 1996 era chiamato Deutsche Tourenwagen Meisterschaft, con la stessa sigla.

## Storia

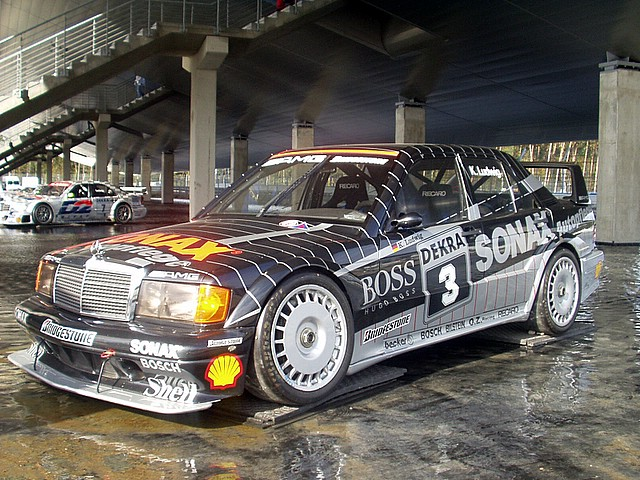
La Mercedes-Benz 190 E 2.5-16 Evo II con cui Klaus Ludwig trionfò nel DTM 1992

Il campionato nasce originariamente nel 1984 con il regolamento per le vetture Gruppo A emanato dalla FIA, che poi viene via via modificato per permettere modelli "evoluzione". In questa prima parte della sua storia, il campionato vede avvicendarsi, oltre a case tedesche come Audi, BMW, Mercedes-Benz e Opel, anche marche straniere come Alfa Romeo (già con la 75), Rover e Volvo, oltre a Ford con la Sierra Cosworth che tanti successi stava riscuotendo nel BTCC.
Nella stagione 1993 le regole Gruppo A vennero abbandonate in favore di un regolamento ("Gruppo D1") con motore da 2500 cm³, vasto uso dell'elettronica e telai tubolari con carrozzerie in fibra di carbonio. Le case partecipanti erano Alfa Romeo, Mercedes-Benz e Opel, dopo l'abbandono di Audi e BMW.

### Dal DTM all'ITCC
Nel 1995 il DTM, che già negli anni precedenti aveva iniziato a inserire alcune sporadiche gare al di fuori dei confini nazionali (in Belgio, Cecoslovacchia, Gran Bretagna e Italia), allargò ulteriormente i suoi orizzonti: l'ente organizzatore ITR affiancò al tradizionale campionato tedesco, che mantenne la sua vocazione nazionale con tappe tutte in Germania, la nuova International Touring Car Series (ITCS), questa dal dichiarato carattere internazionale poiché, pur vedendo in pista gli stessi team e piloti del DTM, aveva come palcoscenico alcuni tra i maggiori circuiti d'Europa. La stagione 1995 venne quindi corsa sotto la comune denominazione di DTM & ITCS: nonostante due classifiche finali separate per le due serie, cosa che comportò un po' di confusione tra i tifosi, la nuova formula conferì al DTM ulteriore visibilità al di fuori della Germania.
Preso atto del positivo riscontro presso un pubblico che, orfano del mondiale endurance, cercava un campionato di alto livello che non fosse la Formula 1, per il 1996 DTM e ITCS si fusero nel nuovo International Touring Car Championship (ITCC), con l'intento di dare vita a un vero e proprio mondiale turismo, stavolta sotto l'approvazione tecnica della Federazione Internazionale dell'Automobile.

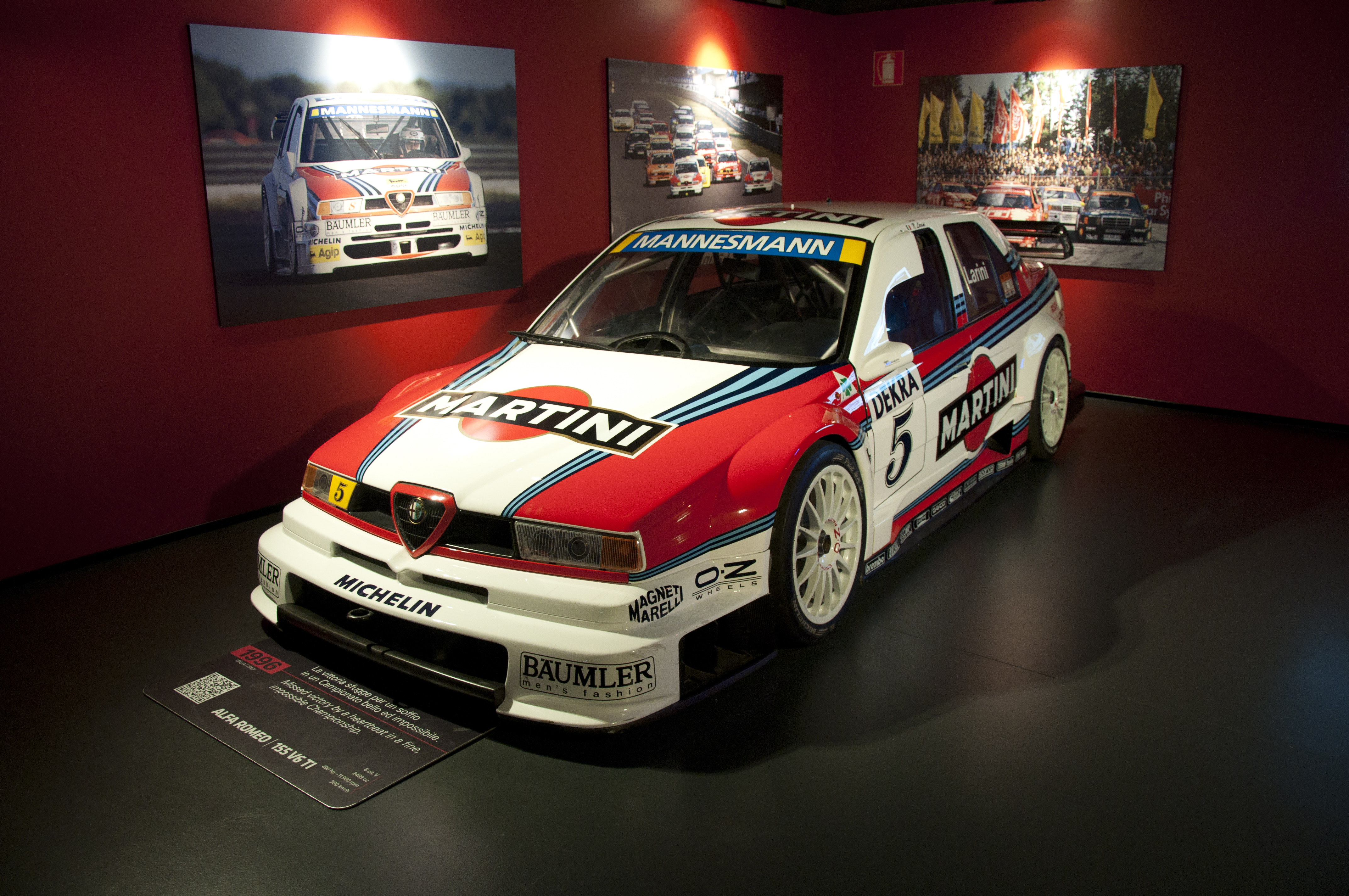
L'Alfa Romeo 155 V6 TI di Nicola Larini che prese parte all'ITCC 1996: con 38 vittorie (più 3 in gare di esibizione) dal 1993 al 1996, la 155 annovera il primato di successi nell'epoca originaria del Meisterschaft (1984-1996).

Per ottenere ciò, tuttavia, l'ITR dovette cedere alla FIA l'organizzazione commerciale del neonato ITCC, cosa che comportò la modifica dei precedenti equilibri economici dell'era DTM: una larga parte degli introiti finì infatti alla Federazione invece che ai team, che già dovevano fronteggiare l'aumento dei costi derivati da una serie divenuta più competitiva, oltreché da nuove trasferte extraeuropee — rivelatesi ininfluenti ai fini commerciali delle case — in Brasile e in Giappone. Anche gli spettatori, sia negli autodromi sia davanti alla televisione, rimasero delusi dal cambiamento: arrivarono paddock blindati in stile F1 — al posto della precedente, vasta opportunità di poter avvicinare piloti e scuderie —, i prezzi dei biglietti salirono alle stelle, mentre la similare escalation dei diritti televisivi fece sì che solo in Finlandia, Germania e Italia il nuovo campionato venisse trasmesso.
In questo scenario, Alfa Romeo e Opel si ritirarono al termine della stagione 1996, lasciando sola la Mercedes-Benz, e di conseguenza l'ITCC venne cancellato dopo un'unica edizione disputata.

### L'idea di un ritorno del DTM
All'Essen Motor Show del 1998, la Opel destò l'interesse del pubblico mostrando nel suo stand una macchina da turismo DTM basata sulla Opel Astra Coupé. Con questo prototipo la Opel mostrò la sua idea per il futuro delle gare per vetture turismo in Germania, ponendo di fatto le basi per un rinnovato interesse in tali competizioni. A quel punto partirono tutta una serie di negoziati riservati tra le Case potenzialmente interessate alla rinascita del campionato, le cui regole sarebbero state specifiche, non legate alle vigenti norme FIA per le vetture turismo. Opel pose l'accento sul contenimento dei costi, mentre Mercedes ribadì la necessità della trazione posteriore. Audi insistette ancora una volta sulla trazione integrale, per poi decidere di dedicarsi alla 24 Ore di Le Mans con la sua R8 Sport, mentre BMW e Alfa Romeo si impegnarono nell'esistente campionato tedesco Super Tourenwagen Cup (STW), che usava la normativa tecnica FIA Supertouring. Nel 1999, in occasione del 100º anniversario della Casa, il direttore della Opel Motorsport, Volker Strycek mostrò al pubblico della 24 ore del Nürburgring sulla Nordschleife uno studio basato su un coupé Astra, spinta da un motore V8 e concepita per il DTM degli anni 2000.
Anche la Mercedes-Benz si dichiarò interessata all'idea e con BMW, cercarono un insieme di regole che recepissero quanto di meglio del vecchio DTM e nel STW, con vetture visivamente accattivanti come le vecchie vetture DTM, ma senza superare i costi del vetture STW. Sorsero poi problemi sulla tipologia delle unità motrici e di quanto esse dovessero corrispondere alle loro controparti stradali. Si procedette ad una scelta tra architetture V6 e V8 con quest'ultima ad essere preferita. Per quanto riguarda la trazione, si optò per quella posteriore, sebbene la maggior parte dei produttori potenzialmente interessati realizzasse delle berline a trazione anteriore in quel segmento di mercato. Tale scelta fu dovuta agli svantaggi progettuali dei veicoli a trazione anteriore (come la difficoltà a scaricare a terra la potenza del motore), e agli elevati costi della trazione integrale malgrado alcuni produttori sostenessero le quattro ruote motrici, che avevano però creato vantaggi impropri nel DTM e nel STW.
La scelta della sola trazione posteriore, scoraggiò qualche costruttore, ma permise una sostanziale parità di partenza tra i partecipanti.

### DaMeisterschaftaMasters

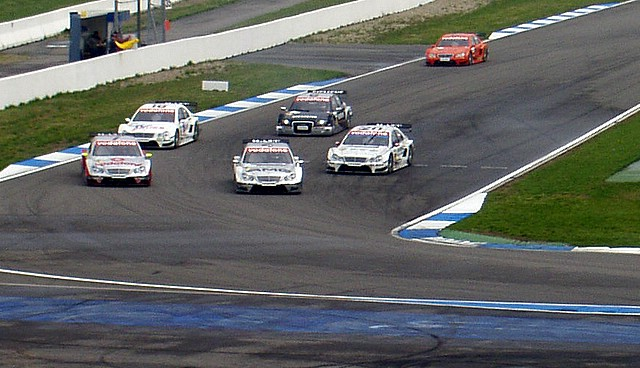
Gara finale del DTM 2004 all'Hockenheimring

Il DTM tornò nel 2000 organizzato dalla ITR, con una formula simile a quella tenuta sino al 1995 con gare in Germania affiancate da altre su circuiti europei, ma con una particolare attenzione ai costi per evitare il ripetersi del disastro del Campionato Internazionale Turismo. Il nome venne cambiato da Campionato (Meisterschaft) a Masters, in quanto le norme FIA sull'uso della denominazione "Campionato" avrebbero permesso agli organizzatori la disputa di una sola gara al di fuori della Germania, limitando i piani di espansione verso i Paesi vicini come l'Austria o il Belgio.
L'Alfa Romeo, che stava conquistando vittorie nel Campionato Europeo Turismo, non ritornò nella serie così come la BMW e la Audi. 
Inizialmente, a differenza della serie precedente che utilizzava principalmente modelli berlina, furono ammessi esclusivamente vetture con carrozzeria coupé e 2 porte, come la Mercedes CLK e la Opel Astra. I tentativi della scuderia Zakspeed di utilizzare una vettura simile alla Volvo C70 non furono approvati mentre il team ABT poté iscrivere le Audi TT anche se le sue misure non rientravano nei regolamenti. 
Dopo tre anni si convenne dell'errore di questa restrizione regolamentare e nel 2004, con l'entrata nel campionato della Audi con una propria squadra ufficiale, i produttori accettarono il ritorno alle berline, le cui versioni da corsa, secondo i regolamenti, avevano in comune con le rispettive vetture di produzione di serie solo l'aspetto esteriore, quello dell'Audi A4, dell'Opel Vectra GTS e della Mercedes-Benz Classe C. Tecnicamente, le automobili del DTM sono dei prototipi dotati di una carrozzeria da vettura turismo, ossia delle silhouette. La scelta ha permesso di rendere obbligatori per tutti i produttori, molte parti in comune, per mantenere i costi ridotti. Si usano tra le altre parti, cambi, freni e pneumatici realizzati dagli stessi fornitori, permettendo di risparmiare sui costi di sviluppo per le case costruttrici.

### L'ingresso di nuovi costruttori
Il campionato ha subito una defezione importante con la decisione della Opel di abbandonare la serie alla fine del 2005 a causa dei tagli al bilancio della casa madre General Motors. Una partecipazione della MG Rover è stata poi progettata ma cancellata con il fallimento dell'azienda nell'aprile 2005. Audi e Mercedes hanno coperto con vetture extra i campionati 2006, 2007 e 2008,  utilizzando le versioni meno recenti dei loro modelli, anche se gli accordi con le reti televisive prevedono la partecipazione di tre diversi costruttori. Nel 2011 il DTM cambia fornitore di pneumatici passando dalla Dunlop alla coreana Hankook. Nel 2012 è avvenuto l'arrivo della BMW, la quale si è aggiudicata all'ultima gara il titolo piloti con Bruno Spengler e il titolo costruttori. 
Il 26 luglio 2017, Mercedes annuncia l'abbandono della classe dalla stagione 2019, lasciando Audi e BMW nella prospettiva di essere gli unici costruttori in competizione, ma tale vuoto è colmato col debutto, per la prima volta dopo il ritiro dell'Alfa Romeo, di una casa non tedesca, l'Aston Martin. Le vetture sono state affidate alla squadra svizzera R-Motorsport in collaborazione con HWA, ma dopo una stagione ben al di sotto delle aspettative sia dal punto di vista tecnico sia dal punto di vista dei risultati a gennaio 2020 Aston Martin annuncia il ritiro dal campionato, lasciando quindi la griglia del DTM spartita tra i due costruttori rimanenti, Audi e BMW. Ad aprile 2020 anche la casa di Ingolstadt annuncia il proprio disimpegno dal campionato tedesco, costringendo gli organizzatori del DTM a un ripensamento dei regolamenti tecnici in merito alle vetture da schierare, optando per la formula GT3 Plus e garantendo quindi la sopravvivenza del campionato per la stagione 2021, che vede schierati una moltitudine di costruttori storici come Audi, BMW e Mercedes e il debutto di marchi iconici come Ferrari e Lamborghini, iscritti al campionato, e McLaren e Porsche, che hanno partecipato ad alcuni week-end di gara senza prendere parte integralmente alla stagione. A partire dalla stagione 2022 nasce inoltre il DTM Electric, una categoria di supporto al DTM che sfrutta una vettura sviluppata da Schäffler e MAHLE Motorsport.

## Vetture

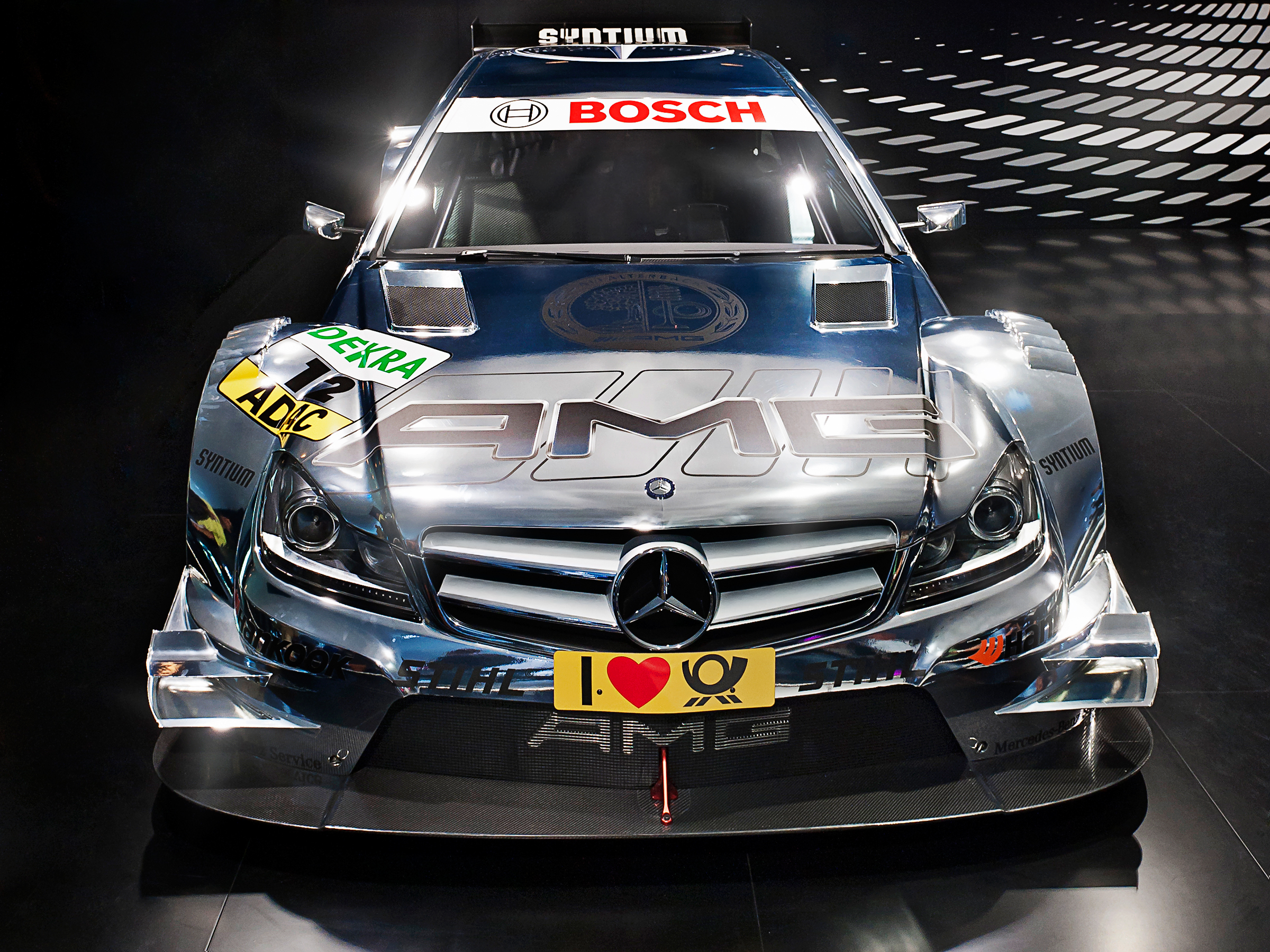
Mercedes-Benz C204 DTM del 2012

Le vetture utilizzate nel DTM fino al 2020 utilizzavano motori 2.0 4 cilindri turbo, introdotti dalla stagione 2019, con potenze che si aggirano intorno ai 600 CV. Anche se le vetture gareggiano con il nome di vetture stradali, si tratta a tutti gli effetti di prototipi le cui parti esterne ed accessori (come i fanali) copiano l'aspetto delle vetture della casa produttrice, ricadendo di fatto tra le vetture silhouette. In questo la serie è molto simile all'americana NASCAR. Diversi piloti hanno sottolineato come il comportamento delle vetture sia più simile a quello delle monoposto che alle vetture stradali.
Per livellare le prestazioni e limitare i costi diverse parti meccaniche comuni vengono preparate da fornitori specializzati come le trasmissioni Hewland e X-trac, i freni e gli pneumatici Hankook. Le configurazioni aerodinamiche sono testate nella galleria del vento prima dell'inizio della stagione, portate a un livello comune e poi non più modificate durante la stagione.
Dal 2021 il campionato vede una grande rivoluzione per quanto riguarda le vetture, ora non più dei prototipi vestiti da auto di serie ma delle GT3 gommate Michelin, e vede l’ingresso dei marchi italiani Ferrari e Lamborghini. La gara inaugurale di questa nuova era, disputata all’Autodromo di Monza è stata vinta da Liam Lawson su Ferrari 488 GT3 Evo.

## Piloti

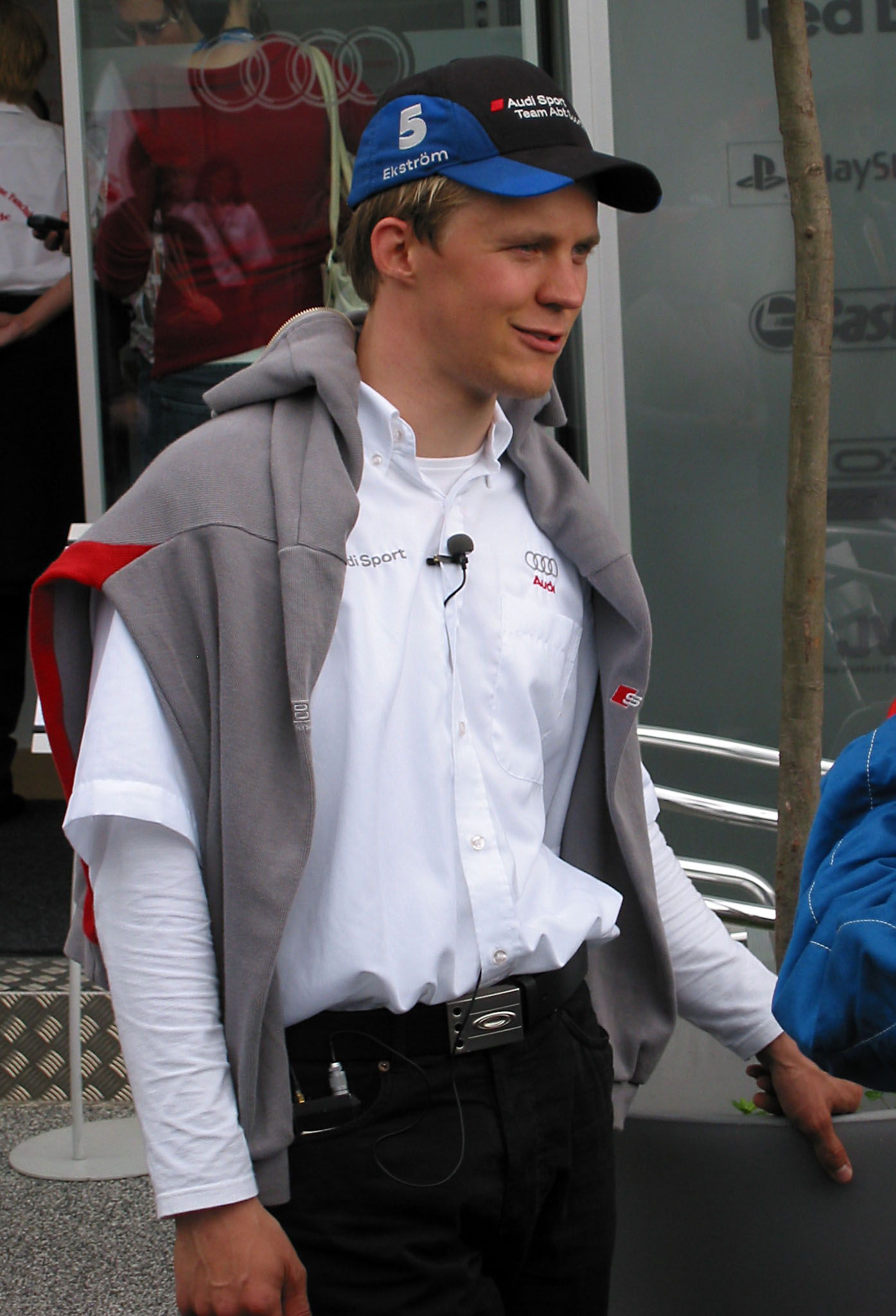
Mattias Ekström, campione 2007

I piloti che partecipano al DTM appartengono a diverse generazioni, in particolare si ritrovano ex-piloti di Formula 1 (come il due volte Campione del Mondo Mika Häkkinen) insieme a giovani piloti emergenti e a professionisti delle vetture sport e turismo.
Il campione DTM del 2005 Gary Paffett, vincitore con la Mercedes, ha ottenuto per la stagione 2006 il ruolo di collaudatore con la McLaren a motore Mercedes in F1 prima di ritornare nel campionato turismo, mentre l'olandese Christijan Albers ha ottenuto un 2º e un 3º posto negli anni 2003 e 2004 e nei seguenti 3 anni è stato pilota di Formula 1. Anche il campione DTM del 2010 Paul di Resta in seguito alla vittoria con la Mercedes, ha ottenuto per la stagione 2011 un posto fisso in Formula 1 nella scuderia Force India.

## Circuiti
La maggior parte delle corse si svolge in Germania, e parte all'estero in circuiti rinomati. In passato, vista la carenza di autodromi in patria, sono state spesso organizzate gare su circuiti cittadini o ricavati da sedimi aeroportuali. Tra i primi il Norisring di Norimberga, l'AVUS di Berlino e l'Alemannenring di Singen. Tra i secondi vi sono Wunstorf e Diepholz. Come detto, l'uso della parola Masters ha consentito agli organizzatori di prevedere più tappe per stagione fuori dalla Germania: per esempio in Italia, in passato gli autodromi di Adria, del Mugello, e il Misano World Circuit hanno ospitato il DTM, mentre il previsto debutto sul Autodromo nazionale di Monza è stato posticipato al 2021 a causa della pandemia di COVID-19, e proprio il tracciato brianzolo ha ospitato la prima gara del nuovo corso GT3. Sempre nella stagione 2021 il DTM ha fatto tappa in altre tre piste all'infuori della Germania quali Zolder in Belgio, Assen nei Paesi Bassi e il Red Bull Ring situato a Spielberg, in Austria, portando dunque a cinque i paesi che hanno ospitato un week-end di gara nella medesima stagione.

## Albo d'oro

### Deutsche Tourenwagen Meisterschaft
| Anno       | Primo                                                  | Secondo                                           | Terzo                                                  |
| ---------- | ------------------------------------------------------ | ------------------------------------------------- | ------------------------------------------------------ |
| 1984       | Volker Strycek Gubin Sport BMW 635CSi                  | Olaf Manthey Nickel Racing Rover Vitesse          | Harald Grohs Vogelsang BMW 635CSi                      |
| 1985       | Per Stureson IPS Volvo 240 Turbo                       | Olaf Manthey Nickel Racing Rover Vitesse          | Harald Grohs Obermaier BMW 635CSi                      |
| 1986       | Kurt Thiim Nickel Racing Rover Vitesse                 | Volker Weidler RSM Marko Mercedes-Benz 190E       | Kurt König Maass BMW M3                                |
| 1987       | Eric van de Poele Zakspeed BMW M3                      | Manuel Reuter Ringshausen Ford Sierra RS500       | Marc Hessel Zakspeed BMW M3                            |
| 1988       | Klaus Ludwig Grab Racing Ford Sierra RS500             | Roland Asch BMK Mercedes-Benz 190E                | Armin Hahne Wolf Concept Ford Sierra RS500             |
| 1989       | Roberto Ravaglia Schnitzer Motorsport BMW M3           | Klaus Niedzwiedz Eggenberger Ford Sierra RS500    | Fabien Giroix Schnitzer Motorsport BMW M3              |
| 1990       | Hans-Joachim Stuck SMS Competition Audi V8 quattro DTM | Johnny Cecotto Schnitzer Motorsport BMW M3        | Kurt Thiim AMG Racing Mercedes-Benz 190E               |
| 1991       | Frank Biela AZR Audi V8 quattro DTM                    | Klaus Ludwig AMG Racing Mercedes-Benz 190E        | Hans-Joachim Stuck SMS Competition Audi V8 quattro DTM |
| 1992       | Klaus Ludwig AMG Racing Mercedes-Benz 190E             | Kurt Thiim Zakspeed Mercedes-Benz 190E            | Bernd Schneider AMG Racing Mercedes-Benz 190E          |
| 1993       | Nicola Larini Alfa Corse Alfa Romeo 155 V6 TI          | Roland Asch AMG Racing Mercedes-Benz 190E         | Bernd Schneider AMG Racing Mercedes-Benz 190E          |
| 1994       | Klaus Ludwig AMG Racing Mercedes-Benz Classe C         | Jörg van Ommen Zakspeed Mercedes-Benz Classe C    | Nicola Larini Alfa Corse Alfa Romeo 155 V6 TI          |
| 1995 (DTM) | Bernd Schneider AMG Racing Mercedes-Benz Classe C      | Jörg van Ommen Zakspeed Mercedes-Benz Classe C    | Klaus Ludwig Team Rosberg Opel Calibra                 |
| 1995 (ITC) | Bernd Schneider AMG Racing Mercedes-Benz Classe C      | Jan Magnussen AMG Racing Mercedes-Benz Classe C   | Dario Franchitti AMG Racing Mercedes-Benz Classe C     |
| 1996 (ITC) | Manuel Reuter Joest Racing Opel Calibra                | Bernd Schneider AMG Racing Mercedes-Benz Classe C | Alessandro Nannini Alfa Corse Alfa Romeo 155 V6 TI     |

- Nel 1995 ci furono due serie differenti con stessi piloti e team. Il campionato fu disputato su sette gare in Germania nei circuiti di: (due gare a Hockenheim, AVUS, Norisring, Diepholz, Nürburgring e Singen) e corse anche al di fuori della Germania, con il campionato ITC cinque gare sui circuiti di (Mugello, Helsinki (circuito cittadino), Donington, Estoril, Magny-Cours).

### Deutsche Tourenwagen Masters
| Anno | Pilota campione       | Vettura                       | Scuderia campione                       | Costruttore campione |
| ---- | --------------------- | ----------------------------- | --------------------------------------- | -------------------- |
| 2000 | Bernd Schneider       | AMG-Mercedes CLK-DTM 2000     | D2 AMG-Mercedes                         | Mercedes-Benz        |
| 2001 | Bernd Schneider       | AMG-Mercedes CLK-DTM 2001     | D2 AMG-Mercedes                         | Mercedes-Benz        |
| 2002 | Laurent Aiello        | Abt-Audi TT-R                 | Vodafone AMG-Mercedes                   | Mercedes-Benz        |
| 2003 | Bernd Schneider       | AMG-Mercedes CLK-DTM 2003     | Vodafone / Express-Service AMG-Mercedes | Mercedes-Benz        |
| 2004 | Mattias Ekström       | Audi A4 DTM 2004              | Audi Sport Team Abt                     | Audi                 |
| 2005 | Gary Paffett          | AMG-Mercedes C-Klasse 2005    | DaimlerChrysler Bank AMG-Mercedes       | Mercedes-Benz        |
| 2006 | Bernd Schneider       | AMG-Mercedes C-Klasse 2006    | Vodafone / Salzgitter AMG-Mercedes      | Mercedes-Benz        |
| 2007 | Mattias Ekström       | Audi A4 DTM 2007              | Audi Sport Team Abt Sportsline          | Audi                 |
| 2008 | Timo Scheider         | Audi A4 DTM 2008              | Mercedes-Benz Bank AMG                  | Mercedes-Benz        |
| 2009 | Timo Scheider         | Audi A4 DTM 2009              | Salzgitter / Mercedes-Benz Bank AMG     | Mercedes-Benz        |
| 2010 | Paul di Resta         | AMG-Mercedes C-Klasse 2009    | Salzgitter / Mercedes-Benz Bank AMG     | Mercedes-Benz        |
| 2011 | Martin Tomczyk        | Audi A4 DTM 2008              | Audi Sport Team Abt Sportsline          | Audi                 |
| 2012 | Bruno Spengler        | BMW M3 DTM                    | BMW Team Schnitzer                      | BMW                  |
| 2013 | Mike Rockenfeller     | Audi RS5 DTM                  | Audi Sport Team Phoenix                 | BMW                  |
| 2014 | Marco Wittmann        | BMW M4 DTM                    | BMW Team RMG                            | Audi                 |
| 2015 | Pascal Wehrlein       | Mercedes-AMG C63 DTM          | gooix/Original-Teile Mercedes-AMG       | BMW                  |
| 2016 | Marco Wittmann        | BMW M4 DTM                    | Audi Sport Team Abt Sportsline          | Audi                 |
| 2017 | René Rast             | Audi RS5 DTM                  | Audi Sport Team Rosberg                 | Audi                 |
| 2018 | Gary Paffett          | Mercedes-Benz W205            | Mercedes-AMG Motorsport Petronas        | Mercedes-Benz        |
| 2019 | René Rast             | Audi RS5 DTM                  | Audi Sport Team Rosberg                 | Audi                 |
| 2020 | René Rast             | Audi RS5 DTM                  | Audi Sport Abt Team Sportsline          | Audi                 |
| 2021 | Maximilian Götz       | Mercedes-AMG GT3              | Red Bull AlphaTauri AF Corse            | Mercedes-Benz        |
| 2022 | Sheldon van der Linde | BMW M4 GT3                    | Schubert Motorsport                     | Audi                 |
| 2023 | Thomas Preining       | Porsche 911 GT3 R             | Manthey EMA                             | Porsche              |
| 2024 | Mirko Bortolotti      | Lamborghini Huracán GT3 Evo 2 | Schubert Motorsport                     | Mercedes-Benz        |